# Marco Bernacci
Marco Bernacci, född 15 december 1983 i Cesena, är en italiensk fotbollsspelare som spelar för Bellaria Igea

## Karriär

### Cesena
Marco Bernacci inledde sin karriär i kvarterslaget Forza Vigne, men anslöt sig redan som ungdomsspelare till stadens största lag AC Cesena. Säsongen 2001-2002 debuterade Bernacci för klubbens a-lag, men det var först 2002-2003 som han tog en ordinarie plats, med fyra mål på 21 matcher. Säsongen 2003-2004 växte han ut till en viktig kugge i Cesenas lag. Han spelade då 25 matcher och svarade för sju mål, där det sista kom i playoff som tog laget till Serie B. Han spelade sedan två säsonger med Cesena i Serie B, med totalt 16 mål.

### Mantova
Sommaren 2006 köpte Mantova Bernacci i ett delägarskap för 1,5 miljoner euro. Bernacci spelade ordinarie för Mantova under hösten och hann bli tvåmålskytt mot sin gamla klubb. Under samma match lät han bli att hälsa på sina gamla fans, och hans förhållande till moderklubben har under åren blivit mer problematisk. Under våren hamnade han alltmer utanför laget och under sommaren sålde Mantova tillbaka sina rättigheter till Cesena för 1,5 miljoner euro.

### Ascoli
31 juli 2007 såldes Bernacci åter på delägarskap, den här gången till Serie B-konkurrenten Ascoli för 1,4 miljoner euro.  I Ascoli gjorde Bernacci sin dittills bästa säsong med 16 mål på 38 matcher. Tre av målen kom i mötena mot gamla klubben Cesena, som vid säsongens slut åkte ur serien.

### Bologna
Sommaren 2008 värvades Bernacci till Bologna i Serie A, där han signerade ett femårskontrakt. Övergången var på många sätt kontroversiell eftersom Bologna och Cesena är bittra rivaler. Bernacci själv hade tidigare också sagt i en intervju med Corriere Romagna att han inte kunde tänka sig att spela för en av Cesenas rivaler.
Tiden i Bologna blev inte helt lyckad. Bernacci hade svårt att ta plats i anfallet och hans enda mål kom på straff mot Torino.

### Ascoli
Efter den mindre lyckade sejouren i Bologna lånades Bernacci sommaren 2009 ut till sin tidigare klubb Ascoli. I  Ascoli hittade han återigen formen och formerade tillsammans med Mirko Antenucci ett av Serie B:s vassaste anfallspar. Totalt gjorde Bernacci 15 mål. Trots framgången i Ascoli återvände Bernacci sommaren 2010 till Bologna.

### Torino och uppehåll
20 augusti 2010 lånade Bologna ut Bernacci till Torino i en deal där Matteo Rubin gick i motsatt riktning. Sejouren i Torino blev dock kort, då Bernacci efter bara en match beslutade sig för att ta paus från fotbollen på obestämd tid.

### Modena
16 juni 2011 meddelade Bernacci att han tänkte återvända till fotbollen och han lånades åter ut till en Serie B-klubb, denna gång till Modena. Bernacci spelade hösten 2011 med kanariefåglarna och gjorde totalt 14 framträdanden och ett mål.

### Livorno
11 januari 2012 meddelade Modena att Bernacci istället lånades ut till Livorno. Försvararen Romano Perticone gick i motsatt riktning. I Livorno fick Bernacci rollen som inhoppare sent i matcherna. Faktum är att av hans femton matcher för klubben startade han bara en. Denna enda start kom i säsongen sista och avgörande match mot Grosseto, där Bernacci gjorde matchens andra mål. Efter säsongen återvände Bernacci till Bologna, där han i samråd med klubben bröt sitt kontrakt.

### Bellaria Igea
Efter att ha gått kontraktslös under nästan två månader skrev Bernacci på för Bellaria Igea i Lega Pro Prima Divisione. Han gjorde sitt första mål för sin nya klubb borta mot Casale 16 september i en match som slutade med seger 1-2.

### Forli
9 juli 2013 skrev Bernacci på ett tvåårskontrakt med Forlì FC. Sejouren i Forlì blev dock bara ettårig och sommaren 2014 återvände Bernacci till Bellaria Igea.

## Personligt
I både Ascoli och i Livorno spelade Bernacci med tröja nr 82. Valet är en hyllning till flickvännen som är född 1982.